# Pantomallus sordidus
Pantomallus sordidus es una especie de escarabajo del género Pantomallus, tribu Eburiini, subfamilia Cerambycinae. Fue descrita científicamente por Burmeister en 1865.
La especie se mantiene activa durante los meses de enero, marzo, abril, junio, septiembre, noviembre y diciembre.

## Descripción
Mide 15-39,7 milímetros de longitud.

## Distribución
Se distribuye por Argentina, Bolivia, Brasil, Paraguay y Uruguay.